# Clowesia
Genre
Classification phylogénétique
Clowesia est un genre de la famille des Orchidaceae.

## Étymologie
Le nom Clowesia a été donné en hommage au révérend John Clowes (1777-1846), horticulteur orchidophile anglais.

## Synonymes
- Catasetum

## Répartition
Amérique centrale et Amérique tropicale.

## Liste partielle d'espèces
- Clowesia amazonica  K.G.Lacerda & V.P.Castro (1995)
- Clowesia dodsoniana  E.Aguirre (1986)
- Clowesia glaucoglossa (Rchb.f.) Dodson (1975)
- Clowesia rosea Lindl. (1848) (Mexico)
- Clowesia russelliana (Hook.) Dodson (1975)
- Clowesia thylaciochila (Lem.) Dodson (1975)
- Clowesia warczewiczii (Lindl. & Paxton) Dodson (1975)